# Metura
Genre
Metura est un  genre de papillons (ou Lepidoptera), de la famille des Psychidae. Les chenilles de Psychidae construisent un fourreau de soie et d'éléments prélevés dans l'environnement. Le genre n'est classé dans aucune sous-famille.

## Dénomination
- Attention le genre Metura (Butler, 1873) est synonyme de Phoebis.

## Espèces
- Metura capucina
- Metura elongatus
- Metura oceanica
- Metura saundersis